# Archidiecezja ormiańskokatolicka we Lwowie
Archidiecezja ormiańskokatolicka we Lwowie – archidiecezja Kościoła katolickiego obrządku ormiańskiego z siedzibą we Lwowie.

## Historia
Powstała w 1630 w wyniku złożenia katolickiego wyznania wiary przez lwowskiego biskupa ormiańskiego Mikołaja Torosowicza. W 1635 podniesiona do rangi archidiecezji. Głównym kościołem była lwowska katedra. Podczas synodów diecezjalnych (1690, 1699, 1700, 1782) stopniowo upodobniano liturgię do łacińskiej poprzez wprowadzenie kalendarza gregoriańskiego czy latynizację liturgii. W latach 1665–1784 we Lwowie działało kolegium ormiańskie prowadzone przez teatynów. W 1803 powołano kapitułę katedralną.
Archidiecezja posiadała szkoły parafialne w Łyścu, Lwowie i Śniatyniu, szpitale w Kamieńcu Podolskim i Lwowie, towarzystwa różańcowe i szkaplerzne.
Eparchia poniosła straty w wyniku rozbiorów Polski (odpadły parafie znajdujące się w zaborze rosyjskim, które otrzymały eparchię w Mohylowie Podolskim), reform cesarza Józefa II (zniesiono 6 parafii). Do 1921 pod eparchię podlegały dwie ormiańskie parafie na terenie Bukowiny.
Po śmierci arcybiskupa Teodorowicza (1938), wysiedleniu wiernych na tzw. Ziemie Odzyskane, aresztowaniu i śmierci administratora apostolskiego Dionizego Kajetanowicza eparchia nie posiada ordynariusza, choć formalnie nadal istnieje.
Niewielka wspólnota ormiańskokatolicka we Lwowie (20–30 osób) została zarejestrowana w 1991 r., nie była jednak w stanie przejąć tutejszej katedry, którą w l. 2000–2003 przekazano diecezji ukraińskiej Apostolskiego Kościoła Ormiańskiego.

## Liczebność parafii i wiernych
- 1665– 15 parafii i 5000 wiernych
- 1763– 18 parafii i 6000 wiernych
- 1921–1939 8 parafii i 5000 wiernych